# Ostara
Ostara ili Proljetna ravnodnevnica, poznata i kao Proljetni obredi i Ožujska ravnodnvenica, drevni keltski praznik kojim se na prostoru Irske i Škotske slavilo između 19. ili 20. ožujka do 23. ili 25. ožujka u vrijeme proljetne ravnodnevnice i označavao je početak proljeća te vrijeme novih početaka i rasta. Svetkovina je jedan od proljetnih sabata te pada između Imbolca i Beltane. U astrologiji se proljetna ravnodnevnica događa kada Sunce uđe u znak Ovna.
Danas se štuje među sljedbenicima poganskih tradicija, Wicce i drugih novopoganskih religija. Smatra se trećim sabatom u wiccanskom kolu godine. Označava vrijeme kada su svjetlo i tama u ravnoteži, no istovremeno označava i početak svijetlog doba godine. Proljeće je doba buđenja, novih početaka, sijanja, rađanja i povratka zelenila.
Prema wiccanskim vjerovanjima, Bog i Božica su mladi i zaljubljeni, što vodi do oplodnje i poroda njihova sina za vrijeme zimskog suncostaja.
Svetkovina je vjerojatno bila povezana s poganskom keltskom, ali i germanskom, odnosno anglosaksonskom božicom Ostarom na što upućuju etimološke sličnosti u imenima svetkovine i spomenute božice.

## Proslava Ostare
Više je načina kako proslaviti svetkovinu Ostare i nastupanje proljetnog vremena. Jedan od obićaja je proljetno čišćenje koje se odnosi ujedno na fizičko i na duhovno i energetsko čišćenje te uključuje jednako čišćenje i pospremanje doma i obredno kupanje, kao i čišćenje špila tarot karata i kristala. Prikladan način obilježavanja svetkovine je i odlazak u prirodu, piknik, planinarenje i uređivanje vrta, kao i dekoracija jaja, sijanje sjemenki i uređivanje oltara koji bi, među ostalim, trebao uključivati proljetno cvijeće, voštane svijeće, prikaze zeca, prikladne kristale i gatačke karte.

## Vanjske poveznice
- Kolo godine - wicca.com.hr
- Ostara - mabonhouse.com (engl.)
- Povijest Ostare, proljetne ravnodnevnice - learnreligions.com (engl.)
- Wiccanski kalendar: Ostara (Proljetna ravnodnevnica) - wiccaliving.com (engl.)
- Ostara - Proljetna ravnodnevnica - forgingmagic.com (engl.)